# Cyamus catodontis
Espèce
Cyamus catodontis est une espèce de crustacés amphipodes de la famille des Cyamidae, les « poux des baleines ».
C'est un parasite des grands cachalots mâles, les femelles et les jeunes étant porteurs de Neocyamus physeteris.